# Johann Rosentahl
Johann Rosentahl, död 1690. Tysk präst som finns representerad i 1695 års psalmbok och 1819 års med originaltexten till ett verk.

## Psalmer
- Ack, vad är dock livet här (1695 nr 272, 1819 nr 457) antas vara skriven före 1660.